# Fort Ransom
Fort Ransom ist eine kleine Ortschaft im Ransom County im US-Bundesstaat North Dakota. Der Ort liegt am Sheyenne River und ist aus einem ehemaligen Grenzfort der US-Armee hervorgegangen.

## Geschichte
Schon vor etwa 5000 bis 8000 Jahren lebten Indianer in dem Tal des Sheyenne River, die sogenannte Mounds als Begräbnisstätten errichteten. Vermutlich stammen von diesen Bewohnern auch Felszeichnungen in einem großen, heute Writing Rock genannten Felsen. Später lebten Indianer der Hidatsa, Mandan und Sheyenne in dem Tal und betrieben Landwirtschaft, aber auch Prärieindianer wie Chippewa und Sioux kamen hierher. Die ersten bekannten Europäer kamen 1738 mit einer französischen Expedition unter Pierre de la Verendrye in das Tal. Bis in die 1860er Jahre kamen Pelzjäger und -händler in die Region.
1867 wurde das Fort Ransom errichtet, um Reisende von Minnesota nach Montana zu schützen. Das Fort wurde nach Thomas E.G. Ransom benannt, einem General der Freiwilligenverbände der Unionsarmee im Sezessionskrieg.  Am 17. Juni 1867 begann ein Bataillon der 10th U.S. Infantry aus Fort Wadsworth unter Major George H. Crosman mit der Errichtung der Anlage. Die Soldaten verwendeten Eichenstämme aus dem nahen Tal des Sheyenne River zum Bau. Das Fort war eine rechteckige, 100 Meter lange und 120 Meter breite Anlage, die mit einem Graben und einer etwa 3,6 Meter hohen Palisade aus Holz und Grassoden befestigt war. Die Gebäude des  Forts waren bis auf zwei Gebäude einstöckige Holzbauten. Die Mannschaftsquartiere lagen auf der Nordseite der Anlage. Weitere Gebäude waren das Gebäude des Quartiermeisters, das Haus des Kommandanten, eine Krankenstation, das Wachhaus, ein Backhaus sowie Ställe, Lagerhäuser und Magazine. Außerhalb der Umwehrung lagen die Unterkünfte der Indianerscouts. Ein über 25 km² großes Gebiet um das Fort wurde zur Fort Ransom Military Reservation erklärt.
Wie in vielen Forts und Siedlungen entlang der Frontier war der Alltag im Fort hart. Zur Wasserversorgung diente eine über 500 Meter entfernte Quelle, der über 500 Meter entfernt gelegene Fluss diente als Badestelle. Nahe dem Fort wurde ein über drei Hektar großer Gemüsegarten angelegt, und auf Wiesen fünf Kilometer südlich des Forts wurde Heu für die Pferde gemacht. Der Nachschub für die Garnison erfolgte durch Wagenzüge von Fort Abercrombie. Postreiter gelangten bei guten Wetter innerhalb von acht Tagen von Fort Ransom über Fort Abercrombie nach St. Paul, doch im Winter schnitten Schnee und im Frühjahr Hochwasser des Wild Rice River das Fort von seinen Verbindungen ab.
Durch den Bau der nördlich verlaufenden Northern Pacific Railroad sank die Bedeutung der Wagenstrecke nach Montana rasch, und dem Schutz der Eisenbahn maß die US-Armee eine höhere Priorität zu. 1872 wurde deshalb das Fort aufgegeben und abgebrochen, ein Teil des Materials wurde zum Bau von Fort Seward bei Jamestown im Stutsman County wiederverwendet. Das Gelände der Military Reservation wurde am 14. Juli 1880 an das Innenministerium übertragen, die es an Siedler verkaufte. Viele der Siedler stammten aus Norwegen. Die skandinavischen Einwanderer betrieben intensive Landwirtschaft und waren neuen Entwicklungen aufgeschlossen, so bauten sie 1882 erstmals in North Dakota Hartweizen an. An die skandinavischen Traditionen der Siedler erinnert ein kleines Museum im Besucherzentrum des nördlich des Ortes gelegenen Fort Ransom State Park.

## Sehenswürdigkeiten
Das ehemalige Fort liegt südwestlich des Ortes und ist heute eine State Historic Site. Von dem Fort sind nur noch der Graben und die Fundamente sichtbar, ein Fahnenmast und eine Informationstafel erinnern an den ehemaligen Militärstützpunkt. Der fünf Kilometer nördlich gelegene Fort Ransom State Park wurde nach dem Fort benannt. Mit dem Bau der weiß verputzten Standing Rock Church der seit 1882 bestehenden lutherischen Gemeinde wurde 1888 begonnen, der Turm wurde 1898 vollendet.